# Liste der Schiffswracks an den Küsten Australiens
Dies ist eine Liste der Schiffswracks an den Küsten Australiens. Rund um Australien strandeten seit den Anfängen der Schifffahrt zahlreiche Schiffe. Etliche Schiffe sind mit Artikeln in Wikipedia beschrieben. Diese und weitere Wracks, die noch keinen Artikel haben, finden sich in dieser Liste.
Einige Wracks sind bis heute zu sehen, einige sind geschützte Kulturgüter und einige sind für Taucher ein Ausflugsziel.
- Hinweis Kartendarstellung: oben rechts die Auswahl „OSM“ zeigt einen vergrößerten Kartenausschnitt mit Positionen und auswählbaren Artikeln.
- Es sind rund 50 historisch bedeutsame Schiffe und zahlreiche weitere Wracks im Schiffsfriedhof „Rottnest ship graveyard“ oder Rottnest-Schiffsfriedhof bekannt. Um diese Liste und die Karte zu entlasten, daher ein Verweis auf die Liste und Positionen der Schiffe am „Rottnest ship graveyard“ in der englischen Wikipedia.

## Liste der Wracks
| Schiffsname              | Gesunken         | Bemerkung | Koordinaten                   | Foto |
| ------------------------ | ---------------- | --- | ----------------------------- | ---- |
| Batavia                  | 1629             | Die Batavia war ein Segelschiff der Niederländischen Ostindien-Kompanie. Es lief 1629 auf seiner ersten Reise vor Australien auf ein Riff und sank. Unter den Überlebenden des Schiffbruches kam es zu Meuterei und Massakern. Ein Nachbau des Schiffs wurde von 1985 bis 1995 auf der Bataviawerft in Lelystad gefertigt. |                               |      |
| Concordia                |                  | Gestrandet im März 1917, abgewrackt ab 20. April 1948 | 32° 1′ 30″ S, 115° 19′ 0″ O   |      |
| Kormoran                 |                  | Die Kormoran war ein deutsches bewaffnetes und umgerüstetes Handelsschiff (Hilfskreuzer) für den Handelskrieg gegen die Alliierten im Zweiten Weltkrieg. Die Kormoran sank 1941 im Zweiten Weltkrieg nach einem Gefecht mit der HMAS Sydney. Die Wracks beider Schiffe wurden erst im März 2008 entdeckt. | 26° 5′ 49″ S, 111° 4′ 28″ O   |      |
| Orizaba                  | 17. Februar 1905 | Die RMS Orizaba war ein 1886 in Dienst gestelltes Passagierschiff der britischen Reederei Pacific Steam Navigation Company. Am 17. Februar 1905 lief die Orizaba mit 375 Menschen an Bord bei Garden Island in der Nähe von Fremantle (Western Australia) auf Grund. | 32° 10′ 57″ S, 115° 31′ 12″ O |      |
| HMAS Sydney              |                  | Die HMAS Sydney war ein nach der australischen Stadt Sydney benannter Leichter Kreuzer der Royal Australian Navy. Die Sydney sank 1941 im Zweiten Weltkrieg nach einem Gefecht mit dem deutschen Hilfskreuzer Kormoran. Die Wracks beider Schiffe wurden erst im März 2008 entdeckt. | 26° 0′ 0″ S, 111° 0′ 0″ O     |      |
| Zuytdorp                 | 1712             | Die VOC Zuytdorp auch Zuiddorp (Süddorf) war ein Segelschiff der Niederländischen Ostindien-Kompanie. Ihr Schicksal war bis ins 20. Jahrhundert unbekannt, als das Wrack an einem abgelegenen Teil der westaustralischen Küste zwischen Kalbarri und Shark Bay, etwa 40 km nördlich des Murchison River, entdeckt wurde. |                               |      |
| Rottnest-Schiffsfriedhof |                  | Der Rottnest-Schiffsfriedhof ist ein Schiffsfriedhof und ein historischer Entsorgungsort vor Rottnest Island, Westaustralien. Der Friedhof befindet sich südwestlich von Rottnest Island: ältere Aufzeichnungen bezeichnen ihn als einen 11 km (11 Meilen) großen Radius um 32° 04'S 115° 20'E, während in einem Bericht von 1996 den Standort zwischen den Koordinaten 32° 00'S 115° 10'E und 32° 05'S 115° 23'E erwähnt wird. Der Meeresboden liegt in diesem Bereich zwischen 50 und 200 Metern unter dem Meeresspiegel. Er wird seit 1910 zur Versenkung alter Schiffe genutzt. Seit dem Zweiten Weltkrieg wurden dort auch alte Flugzeuge sowie ausgemusterte Mietwagen oder Leasingfahrzeuge versenkt. Nach Auswertungen von 2006 sind dort Wracks von mindestens 47 historisch bedeutenden Schiffen. |                               |      |